# Lepidagathis eugeniifolia
Lepidagathis eugeniifolia är en akantusväxtart som beskrevs av Raymond Benoist. Lepidagathis eugeniifolia ingår i släktet Lepidagathis och familjen akantusväxter. Inga underarter finns listade i Catalogue of Life.